# Alter Packhof (Münden)

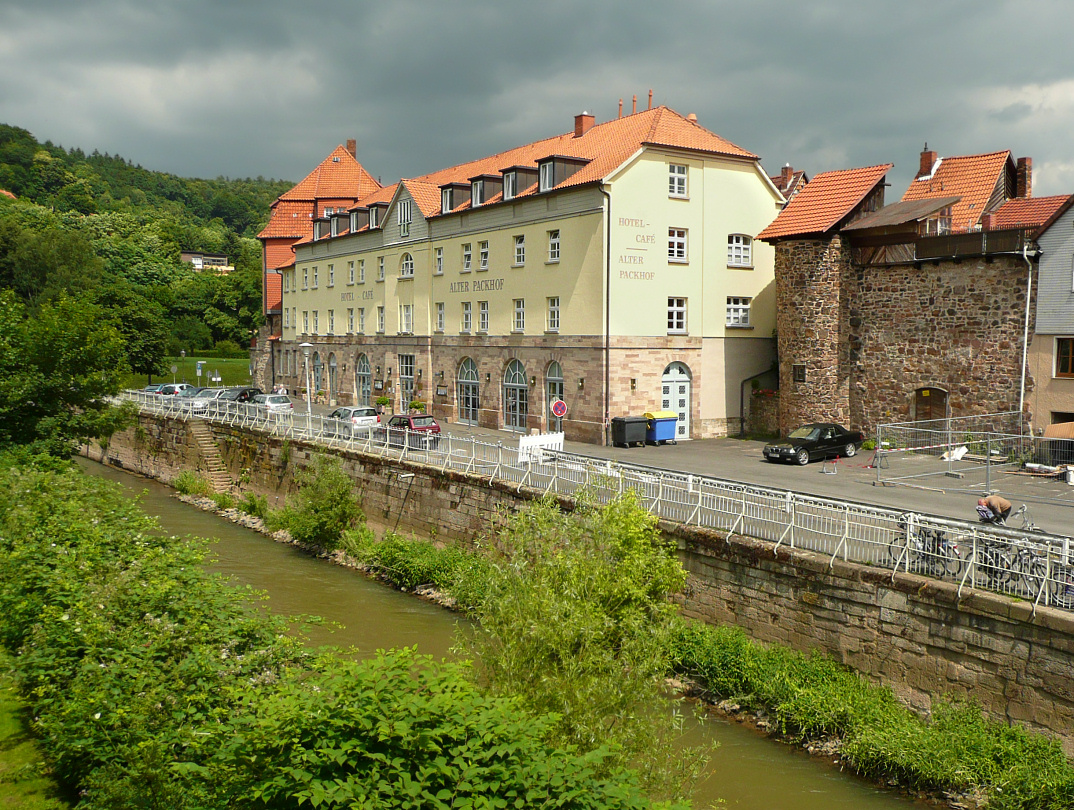
Alter Packhof mit Stadtmauerrest und Mauerturm (2008)

Der Alte Packhof ist ein 1837 errichteter Packhof in Hann. Münden in Südniedersachsen. Das Gebäude diente gemeinsam mit dem nahe gelegenen Mündener Packhof von 1840 während des 19. Jahrhunderts der Lagerung von Waren des Fernhandels über die Flüsse Fulda, Weser und Werra. Der Alte Packhof liegt am Ufer der Fulda, an der Bremer Schlagd, und wird heute als Hotel genutzt.

## Beschreibung
Beim Alten Packhof handelt es sich um ein langgestrecktes Gebäude mit drei Geschossen in der Nordwestspitze des historischen Altstadtkerns von Hann. Münden. Während das Sockelgeschoss aus Werkstein besteht, sind die darüber liegenden Geschosse in verputztem Ziegelmauerwerk ausgeführt. Mit der nördlichen Giebelseite grenzt der Alte Packhof an das Alte Sydekum, das als Bollwerk Teil der Stadtbefestigung Münden war. An der südlichen Giebelseite schließt sich ein kurzer Rest der Stadtmauer mit dem Dünnen Turm als früherem Mauerturm an.

## Geschichte

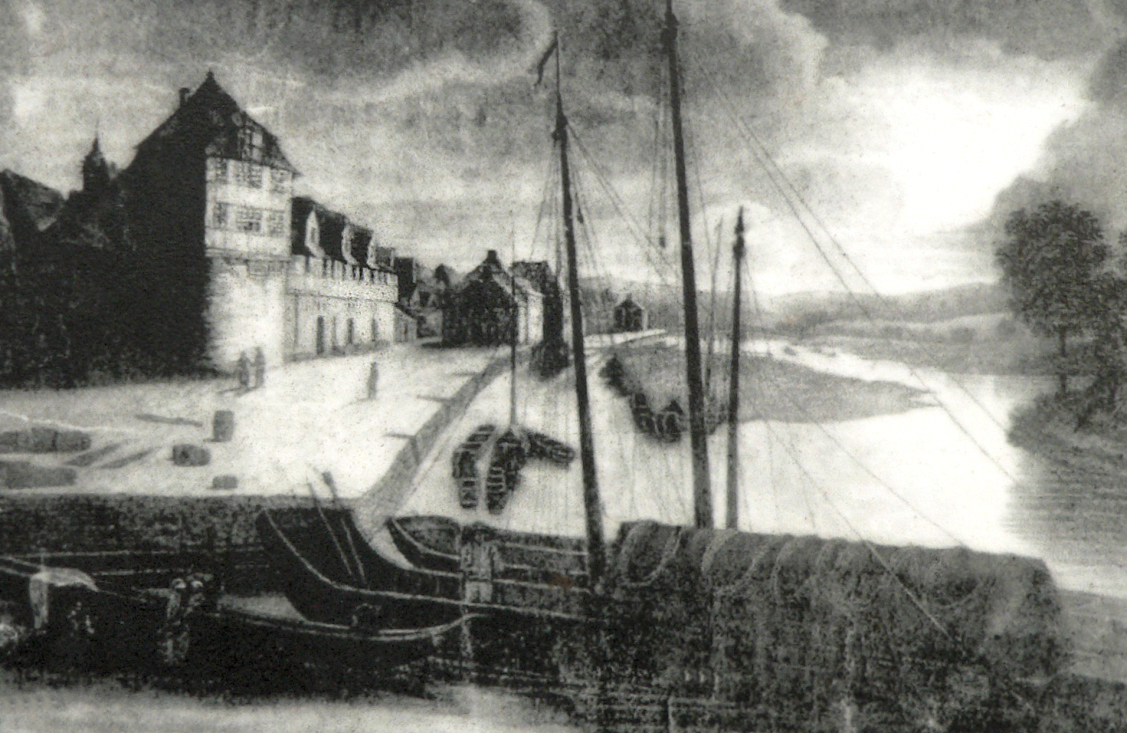
Der Vorgängerbau des Alten Packhofs hinter dem Turm des Alten Sydekums um 1800

Der Standort des Alten Packhofs an der Bremer Schlagd eignete sich für den Waren- und Handelsverkehr, der über die Fulda abgewickelt wurde. An dieser Stelle gab es zwei Vorgängerbauten. Dies waren ein 1389 errichtetes Lager- und Solderhaus, das 1607 durch einen Neubau ersetzt wurde. 1835 beschloss die Stadt Münden, das erste Packhofgebäude durch einen Neubau zu ersetzen, der 1837 fertiggestellt war. Der Bau des Lagerhauses stand im Zusammenhang mit der Aufhebung des Mündener Stapelrechts durch die Weserschifffahrtsakte von 1823. Bereits 1814 wurde die zum Königreich Hannover gehörende Stadt zum Zollausland erklärt und genoss bis 1838 Zollfreiheit. Danach mussten zollfreie Waren in einem Packhofgebäude als Zollfreigebiet gelagert werden. 1840 errichtete die Stadt mit dem Packhof an der Wanfrieder Schlagd einen zweiten wesentlich größeren Packhof.
Mit dem Aufkommen der Eisenbahn, die 1856 als Hannöversche Südbahn die Städte Kassel und Hannover verband, war der Binnenschifffahrtsverkehr in Münden rückläufig. Die Bedeutung der beiden Packhöfe sank, vor allem, als 1873 die Schifffahrt auf der Werra zum Erliegen kam. 1905 wurden die Schlagden als Schiffsanlegestellen aufgegeben. Danach lief der Frachtverkehr über die 1906 neu errichtete Weserumschlagstelle. Die von der Stadt Münden aufgenommenen Kredite von 50.000 Taler zum Bau der Packhofbauten wurden erst 1918 abgetragen. Damit war ihr Bau die größte finanzielle Fehlentscheidung der Stadt.

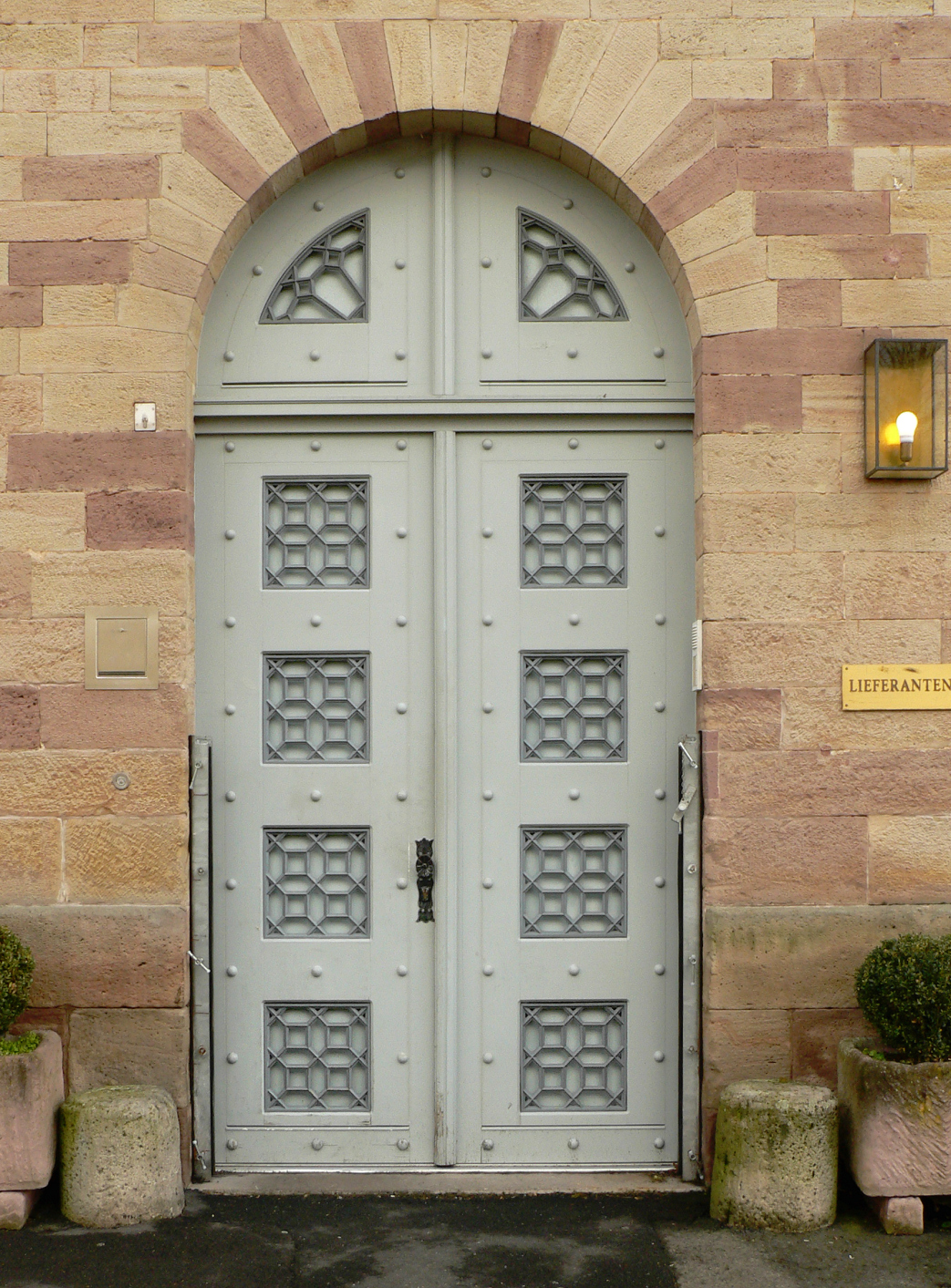
Türeingang des Alten Packhofs, beim Umbau von 1999 restauriert

In der Zeit des Nationalsozialismus diente der Alte Packhof als Arbeitsdienst-Stammlager, Hitlerjugendheim und Flüchtlingslager. 1947 wurde er zu Büro- und Lagerräumen, mit Mensa und Weberei, umgebaut. Ab 1962 beherbergte der Bau eine Chemieschule. Seit einem Umbau für rund 3,5 Millionen DM im Jahr 1999, der auch im Hinblick auf die Expo 2000 erfolgte, wird das Gebäude als Hotel genutzt. Im Zuge der Umbauarbeiten 1999 wurde das Fundament mit Stahl verstärkt, um ein Aufschwimmen des Baus bei Hochwasser der angrenzenden Fulda zu verhindern.
Beim Umbau von 1999 fanden sich im Erdreich unter dem Alten Packhof Reste der Stadtbefestigung Münden. Es handelte sich um Steinreste der Stadtmauer und Fundamentsteine eines bisher nicht bekannten Turms der Stadtmauer. Die Fundamente des hufeisenförmigen Turms waren 1,6 Meter breit. Bei der Anlage des Alten Packhofs im 19. Jahrhundert wurden die mittelalterlichen Baureste überbaut.